# Michael Coffman
Michael Coffman (ur. 19 marca 1955) – amerykański przedsiębiorca i polityk, działacz Partii Republikańskiej, w latach 2009-2019 przedstawiciel szóstego okręgu wyborczego w Kolorado w Izbie Reprezentantów Stanów Zjednoczonych. Od 2019 roku burmistrz Aurory